# Klankhout
Klankhout of toonhout is een verzamelnaam voor diverse soorten hout die geschikt zijn voor muziekinstrumentenbouw. Het klankhout bepaalt het volume en de klankkleur van het instrument. Daarbij is niet alleen de houtsoort, maar ook de kwaliteit van het individuele stuk hout van belang. 

## Klankkast
Klankhout is vooral van belang voor muziekinstrumenten met een klankkast, zoals gitaren en violen. Doordat de akoestische eigenschappen van zulk hout ideaal zijn voor onder meer gitaarbouw en vioolbouw, kan de prijs van kwartiers gezaagd hout hoog oplopen. Verder zijn ook de volumieke massa en de bewerkbaarheid voorname eigenschappen.

### Gitaren
Voor het maken van gitaren zijn palissander, esdoorn en mahonie de meest gebruikte houtsoorten. Daarnaast worden ook soorten als noten (walnoot), koa, kersen, vuren, (Californian) redwood, western redcedar, sitkaspruce en dennen gebruikt. Ook lindenhout zou als klankhout voor gitaren erg geschikt zijn. 

### Violen
Voor het bovenblad van een viool wordt over het algemeen vuren gebruikt, en wel van een langzaam en gelijkmatig gegroeide boom. Tegenwoordig is dat vaak het hout van de Sitkaspar (sitkaspruce, behorend tot de Fichte = vuren groep). Deze wordt met name ingezet voor het bovenblad van de viool.

## Xylofoons
Ook voor xylofoons is speciaal uitgekozen hout van belang. Het gaat dan juist om heel hard hout, met een heldere klankkleur.

## Blaasinstrumenten
Het geluid van blaasinstrumenten wordt bepaald door de vormgeving van de luchtkolom (en de plaatsing van gaten), niet door de akoestische eigenschappen van het materiaal. Het materiaal is indirect van belang: zo worden luxere instrumenten vaak gemaakt van stabiele houtsoorten zoals bijvoorbeeld cocobolo, zodat verandering van omgevingsomstandigheden niet leidt tot vervorming van de luchtkolom.

## Verwerking
Het herkennen, oogsten en handelen in klankhout vereist de nodige expertise. Zo gaat bijvoorbeeld het rooien van een boom die het klankhout zal leveren, met de nodige voorzichtigheid gepaard. Een boom die omvalt, kan scheurtjes in het hout krijgen die de boom voor verdere verwerking ongeschikt maakt.